# Arctia exotica
Arctia exotica là một loài bướm đêm thuộc phân họ Arctiinae, họ Erebidae.